# Гута (Коропский район)
Гу́та (укр. Гута) — село в Коропском районе Черниговской области Украины. Население — 32 человека. Расположено на ручье Корецкий.
Код КОАТУУ: 7422285503. Почтовый индекс: 16261. Телефонный код: +380 4656.

## Власть
Орган местного самоуправления — Оболонский сельский совет. Почтовый адрес: 16223, Черниговская обл., Коропский р-н, с. Оболонье, ул. Атаханова, 2.